# Festival de la Sandía de Paine
El Festival de la Sandía de Paine es un evento musical desarrollado durante dos días (un viernes y un sábado) en la comuna de Paine, en la Región Metropolitana, usualmente durante la tercera semana del mes de enero. El evento es organizado por el municipio y cuenta con la participación de artistas de renombre nacional e internacional, además de los competidores en el certamen de la voz, emanados de los festivales locales que se efectúan durante los primeros días del mes.
Las presentaciones de diversos grupos musicales y folclóricos que animan la festividad en algunos casos han servido para lanzar a la fama a algunos de sus participantes, siendo uno de los casos más célebres el del cantante Douglas.